# Coppa Italia 2017-2018 (calcio a 5 femminile)
La Coppa Italia 2017-2018 è la 17ª edizione assoluta della Coppa Italia riservata alle formazioni della Serie A femminile di calcio a 5. La manifestazione si è svolta dall'8 al 10 marzo 2018 presso il PalaFlorio di Bari.

## Formula
Il torneo si svolge con gare ad eliminazione diretta di sola andata. Le vincenti dei quarti di finale accedono alle semifinali e quindi alla finale per il primo posto. La formula prevede che nei quarti e nelle semifinali, in caso di parità dopo i tempi regolamentari, la vittoria sia determinata direttamente dai tiri di rigore. Nella finale, in caso di parità al 40', si svolgono due tempi supplementari di cinque minuti ciascuno. In caso di ulteriore parità al termine degli stessi, la vincitrice è determinata mediante i tiri di rigore.

## Squadre qualificate
Sono iscritte d'ufficio le società classificatesi ai primi otto posti del girone di andata del campionato nazionale di Serie A. Nel sorteggio dei quarti di finale, una delle società del gruppo A è abbinata a una del gruppo B.
| Gruppo A | Gruppo A | Gruppo B | Gruppo B    |
| 1        | Pescara  | 5        | Kick Off    |
| 2        | Olimpus  | 6        | Real Statte |
| 3        | Pescara  | 7        | Cagliari    |
| 4        | Ternana  | 8        | Lazio       |

## Tabellone
|  | Quarti di finale | Quarti di finale | Quarti di finale |               |          | Semifinali | Semifinali | Semifinali |  |  | Finale | Finale | Finale |  |
|  |                  |                  |                  |               |          |            |            |            |  |  |        |        |        |  |
|  | 4                | Ternana          | 2                |               |          |            |            |            |  |  |        |        |        |  |
|  | 4                | Ternana          | 2                |               |          |            |            |            |  |  |        |        |        |  |
|  | 7                | Cagliari         | 4                |               |          |            |            |            |  |  |        |        |        |  |
|  | 7                | Cagliari         | 4                |               | Cagliari | Cagliari   | 5          |            |  |  |        |        |        |  |
|  |                  |                  |                  |               | Cagliari | Cagliari   | 5          |            |  |  |        |        |        |  |
|  |                  |                  | Real Statte      | Real Statte   | 3        |            |            |            |  |  |        |        |        |  |
|  | 1                | Pescara          | Real Statte      | Real Statte   | 3        | 1          |            |            |  |  |        |        |        |  |
|  | 1                | Pescara          |                  |               |          |            |            |            |  |  |        |        |        |  |
|  | 6                | Real Statte      | 3                |               |          |            |            |            |  |  |        |        |        |  |
|  | 6                | Real Statte      | 3                |               | Cagliari | Cagliari   | 2(2)       |            |  |  |        |        |        |  |
|  |                  |                  |                  |               |          |            |            |            |  |  |        |        |        |  |
|  |                  |                  | Pescara (dcr)    | Pescara (dcr) | 2(3)     |            |            |            |  |  |        |        |        |  |
|  | 2                | Olimpus          | Pescara (dcr)    | Pescara (dcr) | 2(3)     | 6          |            |            |  |  |        |        |        |  |
|  | 2                | Olimpus          |                  |               |          |            |            |            |  |  |        |        |        |  |
|  | 8                | Lazio            | 4                |               |          |            |            |            |  |  |        |        |        |  |
|  | 8                | Lazio            | 4                |               | Olimpus  | Olimpus    | 0          |            |  |  |        |        |        |  |
|  |                  |                  |                  |               | Olimpus  | Olimpus    | 0          |            |  |  |        |        |        |  |
|  |                  |                  | Pescara          | Pescara       | 2        |            |            |            |  |  |        |        |        |  |
|  | 3                | Pescara          | Pescara          | Pescara       | 2        | 3          |            |            |  |  |        |        |        |  |
|  | 3                | Pescara          |                  |               |          |            |            |            |  |  |        |        |        |  |
|  | 5                | Kick Off         | 1                |               |          |            |            |            |  |  |        |        |        |  |

### Risultati

#### Quarti di finale
| Arbitri: | Silvia Volonterio (Como) Krizia Zucchiatti (Tolmezzo) |
| Crono:   | Vincenzo Tafuro (Brindisi)                            |

|                                |           |                                                  |
| Renatinha 1'29’ Jessika 32'29’ | Marcatori | 20'17’, 30'25’ Gaby 21'26’ Peñalver 36'22’ Peque |

| Arbitri: | Stefania Cedraro (Perugia) Antonella Manca (Sassari) |
| Crono:   | Paolo De Lorenzo (Brindisi)                          |

|                |           |                                       |
| Vianale 32'13’ | Marcatori | 15'29’ Pereira 20'47’ Duco 26'32’ Ion |

| Arbitri: | Carlotta Filippi (Bergamo) Natalia Bernardino (Terni) |
| Crono:   | Antonio Valentini (Bari)                              |

|                                                                       |           |                                                |
| Gayardo 5'20’, 38'59’ Dayane 18'31’, 22'14’, 24'48’ Pomposelli 24'17’ | Marcatori | 12'32’, 22'08’ Luciléia 32'47’, 38'09’ Agnello |

| Arbitri: | Alessandra Carradori (Roma 1) Antonella Maglietta (Bari) |
| Crono:   | Amedeo Lacalamita (Bari)                                 |

|                              |           |             |
| Amparo 8'12’, 32'15’, 39'43’ | Marcatori | 9'36’ Vanin |

#### Semifinali
| Arbitri: | Sue Ellen Salvatore (Gallarate) Luca Di Stefano (Albano Laziale) |
| Crono:   | Nicola Acquafredda (Molfetta)                                    |

|                                                                            |           |                                           |
| Peque 17'57'’ Gaby 22'21'’ (rig.), 31'21'’ Marta 32'20'’ Gasparini 34'44'’ | Marcatori | 18'30'’ Pereira 25'14'’ Russo 35'51'’ Ion |

| Arbitri: | Chiara Perona (Biella) Nicola Raimondi (Battipaglia) |
| Crono:   | Antonio Dimundo (Molfetta)                           |

|  |           |                                |
|  | Marcatori | 19'59'’ Elpidio 21'30'’ Amparo |

#### Finale
| Arbitri: | Elena Lunardi (Padova) Giulia Fedrigo (Pordenone) Antonella Maglietta (Bari) |
| Crono:   | Lorenzo Agostinelli (Bari)                                                   |

|                                                                                  |                      | |
| Marta 10'50'’ Gaby 38'21'’                                                       | Marcatori            | 22'39'’ Domenichetti 32'40'’ Amparo                                                                  |
| Peque Marta Gaby                                                                 | Tiri di rigore 2 – 3 | Amparo Nicoletti Elpidio                                                                             |
| Mulas Vargiu Peque Gaby Marta Congiu Gasparini Marongiu Cuccu Cocco Atzori Piras | Formazioni           | Sestari Amparo Mendes Ortega Nicoletti D’Incecco Elpidio Sergi Borges Guidotti Domenichetti Ghanfili |
| Podda                                                                            | Allenatori           | Marzuoli                                                                                             |